# بيت الشهيد (الحيمة الخارجية)

تعديل مصدري - تعديل

بيت الشهيد هي إحدى قرى عزلة بني جحدب بمديرية الحيمة الخارجية التابعة لمحافظة صنعاء، بلغ تعداد سكانها 137 نسمة حسب تعداد اليمن لعام 2004.